# Gennesaretsjön

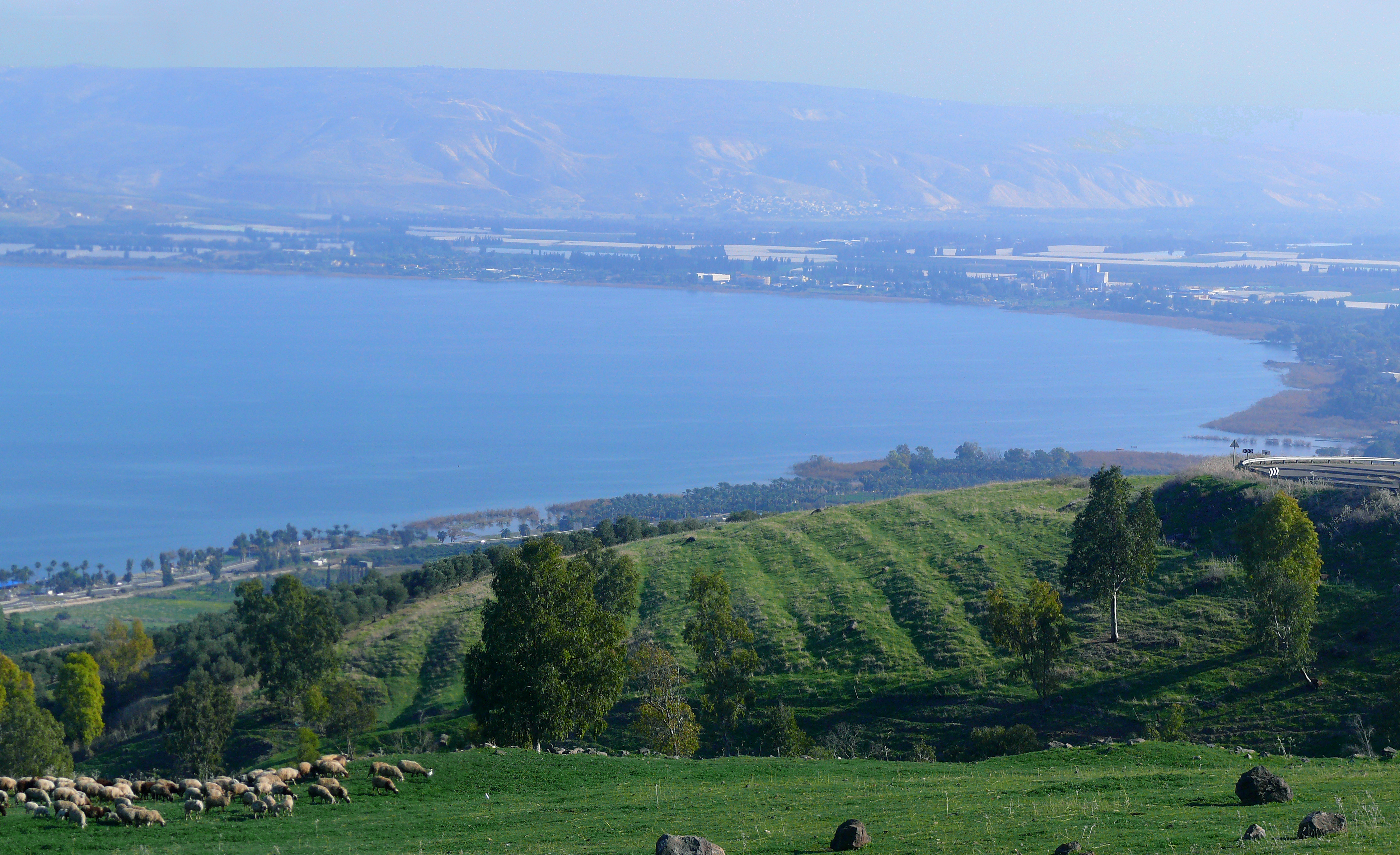
Gennesaretsjön år 2014.

Gennesaretsjön (även känd som Genesarets sjö, Kinneretsjön, Galileiska sjön, Tiberias sjö; hebreiska: יָם כִּנֶּרֶת, Yam Kinneret; arabiska: بحيرة طبريا, Buhairet Tabariyya) är Israels största sötvattenssjö. Sjön har en omkrets på 53 kilometer, mäter 21 respektive 13 kilometer från strand till strand samt är belägen cirka 210 meter under havets yta. Gennesaretsjön täcker en yta om 168 km² och har ett maxdjup på 44 meter. Det är världens lägst belägna sötvattenssjö och den näst lägst belägna sjön, efter Döda havet. Den genomrinns av Jordanfloden och har för det mesta klart vatten.
Gennesaretsjön ligger i norra delen av Israel i Jordandalen. Utmed sjöns västra strand ligger staden Tiberias. Östra stranden tillhör Syrien men annekterades 1967 av Israel efter sexdagarskriget. Sjön utgör också Israels främsta källa för vattenförsörjning och vatten avleds även för bevattningssyften i de torrare, sydvästligare delarna av landet. En del av vattnet pumpas även till Västbanken och Jordanien.
Tillförseln av nytt vatten till sjön härrör främst från underjordiska källor och floden Jordan.
Insjön är nämnd i såväl Gamla som Nya testamentet. Enligt Nya testamentet är Gennesaretsjöns stränder platsen för ett flertal av Jesu predikningar, och det är den sjö på vilken han gick på vattnet.
Gennesaretsjön är uppkallad efter slättlandet Gennesaret. Formen Gennesaretsjön används i Bibel 2000 i enlighet med den vanliga formen för sjönamn på svenska, se Lukasevangeliet 5:1. I 1917 års kyrkobibel används Gennesarets sjö, och detta har jämte sjön Gennesaret varit den vanliga formen. På de flesta språk stavas namnet med ett n: Genesaret  (som latin, spanska, franska, tyska, polska, de övriga nordiska språken samt finska etc). Den ursprungliga stavningen med två n har bibehållits i grekiska, italienska, engelska, ryska med flera språk. Även på svenska ser man emellanåt stavningen med ett n, men inte i facklitteratur.

## Sjön i svenska visor och böcker
- "Genesarets sjö" är en sång av Kjell Höglund.
- Genesarets sjö nämns i kriminalromanen Kim Novak badade aldrig i Genesarets sjö av Håkan Nesser, samt i filmatiseringen av boken med samma namn.